# Měšočniki
Tzv. měšočniki (rusky мешочники doslova lidé s pytli/měchy) byli překupníci potravin během první světové války v Rusku. Objevovali se i později, např. během ruské občanské války. Věnovali se činnosti, která byla v českých zemích, resp. v Rakousku-Uhersku známá ve své době jako keťasení.
Po zavedení státního monopolu na výkup obilí v Rusku na jaře 1917 došlo rychle k rozšíření černého trhu. Měšočniki vykupovali potraviny od těch, kteří je měli k dispozici (většinou od zemědělců) a za mnohem vyšší ceny je přeprodávali ve městech. Pro zemědělce byli vítanými odběrateli, neboť nabízeli více peněz[zdroj?] než stát, kterému museli vydávat úrodu povinně. Sami měsočniki hodně cestovali; svůj název získali díky nápadným pytlům, ve kterých potraviny převáželi. Většina z nich byla z měst a rekrutovala se původně z hladovějícího obyvatelstva. Menší část potom byli sami vesničané, kteří toužili vydělávat peníze.
Jen od května do října dokázali tito lidé přepravit 3,5 milionu tun obilovin. Armáda k potlačení nelegálního obchodu ustanovovala vojenské oddíly a na železnici byly prováděny razie. Mnozí pašeráci byli ozbrojeni, mnohdy i těžšími zbraněmi.
Jev neukončila ani Říjnová revoluce. Těžké podmínky válkou vyčerpané země naopak situaci i nadále zhoršovaly. Ruská vláda, ať už carská, tak později sovětská se pokoušela tuto praxi vykořenit, nicméně marně. Nakonec byly místní úřady nuceni se šmelináři spolupracovat a povolit alternativní zásobování. Z nádraží se tak stávaly neformální tržnice; praxe ale zachránila sovětské Rusko před hladomorem. Ještě v roce 1921 ruské záznamy dokládaly, že osoby, které byly při této činnosti ve vlacích přistiženy, byly zatýkány a odesílány místním komisariátům a trestány těžkou prací v táborech.
Činnost se objevovala také za druhé světové války, především v letech 1942 a 1943. Komunistické úřady se podílely na jejím potírání o mnoho úspěšněji.